# Giengen
Giengen an der Brenz es un municipio alemán en el estado federal de Baden-Württemberg, ubicado en el Distrito de Heidenheim. La ciudad tiene 19.711 habitantes.
En Giengen se encuentra la fábrica de juguetes Steiff, fundada por Margarete Steiff.

## Geografía
Giengen an der Brenz tiene una superficie de 44,05 km² y está situada en el sur de Alemania.

## Hermanamiento de ciudades
- Le Pré-Saint-Gervais (Francia), desde 1970[2]